# Полищук, Иосиф Митрофанович
Иосиф Митрофанович Полищук (26 марта 1912, Щениев — 5 октября 1943, Иванковский район, Киевская область) — стрелок 1033-го стрелкового полка 280-й Конотопской стрелковой дивизии 60-й армии Центрального фронта, красноармеец. Герой Советского Союза.

## Биография
Родился 26 марта 1912 года в селе Щениев (ныне Черняховского района Житомирской области).
В августе 1941 года призван в ряды Красной армии. В боях Великой Отечественной войны с мая 1942 года. Воевал на Брянском и Центральном фронтах. Был ранен.
3 октября 1943 года разгорелся жаркий бой за Страхолесье. И. М. Полищук, маневрируя и подавляя врага огнём, поднял взвод в атаку, ворвался в село. Враг отходил, оставляя на поле боя убитых и раненых. И. М. Полищук решил взять на себя командование ротой. По его команде бойцы других взводов примкнули с флангов к головному взводу и, используя его успех, устремились вперёд. Противник, понеся потери, оставил населённый пункт.
5 октября 1943 года Иосиф Митрофанович Полищук погиб в бою на днепровском плацдарме. Похоронен в селе Ротичи Чернобыльского района Киевской области.
Указом Президиума Верховного Совета СССР от 17 октября 1943 года за мужество и беспримерную отвагу, проявленные в боях за плацдарм на Днепре, красноармейцу Иосифу Митрофановичу Полищуку посмертно присвоено звание Героя Советского Союза.
Награждён орденами Ленина, Красной Звезды.